# Philip Osondu
Philip Osondu Mast (Aba, 28 november 1971 – 11 december 2019 Namen) was een Nigeriaanse voetballer. Hij speelde in België voor onder meer RSC Anderlecht en RWDM.

## Carrière
Philip Osondu speelde in zijn geboorteland Nigeria voor El Kanemi Warriors toen RSC Anderlecht hem in maar 1988 naar België haalde. De aanvaller werd beschouwd als een opkomend voetbaltalent en werd in Anderlecht ondergebracht in het beloftenelftal. Een jaar later maakte de 18-jarige aanvaller zijn debuut op het hoogste niveau. In de uitwedstrijd tegen Germinal Ekeren mocht Osondu in 1989 meespelen van trainer Aad de Mos. Er was echter veel concurrentie bij Anderlecht. Met spelers als Luc Nilis, Luis Oliveira, Marc Van Der Linden en Gert Verheyen kwam Osondu amper aan spelen toe. Tussen 1990 en 1992 werd de Nigeriaan dan ook uitgeleend aan de buren van RWDM.
Bij RWDM kreeg Osondu van coach Hugo Broos meer speelkansen. Voor het eerst in Eerste Klasse vond hij ook de weg naar de netten. Osondu scoorde zijn eerste goal in de met 4-1 gewonnen wedstrijd tegen Beerschot VAV. Een jaar later vertrok Broos naar Club Brugge en werd hij opgevolgd door Ladislav Novák. Dat leidde tot minder speelkansen voor Osondu, die in de zomer terugkeerde naar Anderlecht.
In 1994 verhuisde Osondu naar tweedeklasser La Louvière, waar de kleine en technisch sterke aanvaller vijf keer scoorde in twintig wedstrijden. Een seizoen later ruilde hij La Louvière tijdens de winterstop in voor Union Sint-Gillis, waar hij de rest van het seizoen afmaakte. Nadien begon hij te werken. Hij werkte als schoonmaker op de luchthaven van Zaventem. Nadien speelde hij nog enkele jaren voor Diegem Sport en FC Merchtem 2000.
Osondu, die in zijn eigen land beschouwd werd als een groot talent en waar hij ook als jeugdinternational veel lof kreeg, kon in het België nooit waarmaken. Hij wordt dan ook vaak genoemd als een van de vele Afrikaanse jongeren die te vroeg naar het buitenland trok.

## Jeugdinternational
Philip Osondu speelde regelmatig voor de jeugdploegen van Nigeria, maar bereikte nooit het eerste elftal. In 1987 nam hij deel aan het Wereldkampioenschap -16 in Canada. Nigeria bereikte de finale, maar verloor dan na strafschoppen van de Sovjet-Unie. Osondu kreeg na het WK de Gouden Bal als beste speler van het toernooi.

## Overlijden
Philippe was aan het werken in Namen en werd plots onwel en opgehaald door de ziekenwagen, en gebracht naar het ziekenhuis in Namen, maar overleed daar ter plaatse.